# 霞ヶ浦ふれあいランド

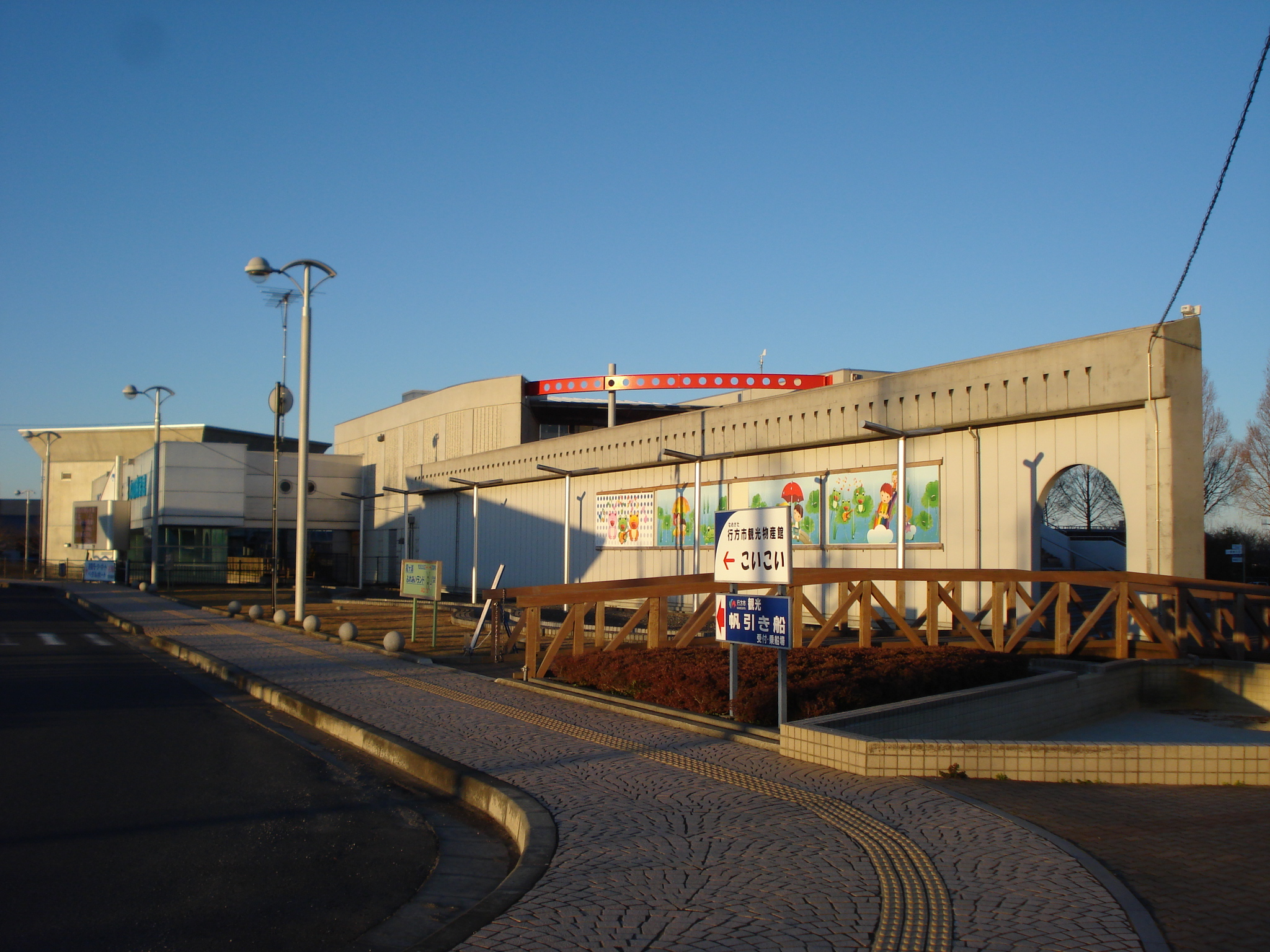
水の科学館

霞ヶ浦ふれあいランド（かすみがうらふれあいランド）は、茨城県行方市玉造甲にある行方市立のレジャー施設。水郷筑波国定公園第3種特別地域内に位置している。

## 施設
霞ヶ浦ふれあいランドの施設として、虹の塔や玉のミュージアムがある。
虹の塔
園内のシンボルとなる展望塔である。全高64m、展望51.2m。
玉のミュージアム
ミクロの世界から宇宙規模までの「玉」をテーマにした博物館である。
親水公園
虹の塔北東部にある親水施設や芝生広場を整備した公園である。
霞ヶ浦どうぶつとみんなのいえ
水資源機構の旧：水の科学館（2020年3月31日に閉館）を再整備し、2024年7月31日に開業した屋内型動物園（一部は屋外）。
ふれあいランド周辺施設として、道の駅たまつくり、観光物産館こいこい、河川区域施設がある。なお、園内にはオープン当初「レストラン 玉水苑」があったが閉店し、2013年7月20日に「レストランみずまる」としてリニューアルオープンしたが閉業している（のちに玉水苑は「道の駅たまつくり」の施設として営業）。

## 利用情報
- 開館時間
  - 9:30 - 16:30
  - 毎週月曜日（月曜が祝日の場合は翌日）と12月28日 - 12月31日は休館
- 利用料金
  - 一般
    - 大人600円 子供300円

  - 団体（20名以上）
    - 大人500円 子供250円

※親水公園への入場は無料

## キャラクター
- みずまるくん

## ロケーション撮影
- ビートたけしのお笑いウルトラクイズ（日本テレビ系列） - 第10回（1992年10月16日放送）にて、虹の塔からダンカンがバンジージャンプを行った。
- 電磁戦隊メガレンジャー（テレビ朝日系列） - 虹の塔が「ヒネラータワー」として登場。

## アクセス
- バス
  - 土浦駅から霞ヶ浦広域バスで約55分。「霞ヶ浦ふれあいランド」バス停で下車[9]。
- 自家用車
  - 常磐自動車道
    - 土浦北ICから国道354号・霞ヶ浦大橋経由で約40分
    - 千代田石岡ICから国道6号・国道355号経由で約35分

  - 東関東自動車道
    - 潮来ICから国道355号・国道354号経由で約50分

## 周辺
- 道の駅たまつくり - 当施設に隣接。
- 霞ヶ浦
- 霞ヶ浦大橋
- 茨城県水産試験場